# Бедренная кость
Бе́дренная кость (лат. femur, os femoris) — самая большая трубчатая кость в теле человека. Тело её имеет цилиндрическую форму и несколько изогнуто спереди; по его задней поверхности тянется шероховатая линия (лат. linea aspera), которая служит для прикрепления мышц. К низу тело расширяется.

## Строение
На проксимальном эпифизе находится головка бедренной кости (лат. caput ossis femoris) имеющая суставную поверхность (лат. facies articularis), которая служит для сочленения с вертлужной впадиной (лат. acetabulum). В середине поверхности головки имеется ямка (лат. fovea capitis ossis femoris). Головка соединяется с телом кости хорошо выраженной шейкой (лат. collum femoris) ось которой по отношению к продольной оси тела бедренной кости располагается приблизительно под углом 130°. В том месте, где шейка переходит в тело, находятся два бугра: большой вертел (лат. trochanter major) и малый вертел (лат. trochanter minor). Первый выступает латерально, легко прощупывается под кожей; второй расположен снутри и сзади. Внутри от большого вертела, со стороны шейки бедра, находится вертельная ямка (лат. fossa trochanterica). Оба вертела соединены спереди межвертельной линией (лат. linea intertrochanterica) а сзади — хорошо выраженным межвертельным гребнем (лат. crista intertrochanterica). Все эти выступы и ямки служат для прикрепления мышц.
Дистальный конец тела бедренной кости, расширяясь, без резкой границы переходит в два мыщелка — медиальный и латеральный (лат. condylus medialis et lateralis), между которыми находится межмыщелковая ямка (лат. fossa intercondylaris), хорошо видимая сзади. Межмыщелковая ямка отделена от подколенной поверхности мещмыщелковой линией (лат. linea intercondylaris). Мыщелки бедра имеют суставные поверхности, служащие для сочленения с большой берцовой костью и с надколенником. Радиус поверхности мыщелков (если смотреть на них в профиль) кзади уменьшается, что придаёт контуру мыщелков форму отрезка спирали.
На боковых поверхностях бедренной кости, несколько выше суставных поверхностей мыщелков, находятся выступы — медиальный и латеральный надмыщелки (лат. epicondylus medialis et lateralis), к которым прикрепляются связки. Эти выступы, как и мыщелки, легко прощупываются под кожей, снаружи и изнутри. Слегка выше медиального надмыщелка располагается приводящий бугорок (лат. tuberculum adductorium).

## Мышцы
К бедренной кости присоединяются следующие мышцы:
- ягодичные мышцы (лат. musculus gluteus). Средняя ягодичная мышца ( лат. m. gluteus medius) и малая ягодичная мышца (лат. m.gluteus minimus) прикрепляются к большому вертелу (лат. trochanter major).
- грушевидная мышца (лат. musculus piriformis). Прикрепляется к большому вертелу (лат. trochanter major).
- приводящие мышцы бедра (лат. musculus adductor);
- гребенчатая мышца (лат. musculus pectineus). Прикрепляется к медиальной губе шероховатой линии (лат. labium mediale lineae asperae).
- тонкая (нежная) мышца (лат. musculus gracilis);
- близнецовые мышцы (лат. musculus gemellus);
- двуглавая мышца бедра (лат. musculus biceps femoris). Короткая головка (лат. caput longum) идет от латеральной губы шероховатой линии ( лат. labium laterale lineae asperae).
- полусухожильная мышца (лат. musculus semitendinosus);
- полуперепончатая мышца (лат. musculus semimembranosus);
- четырехглавая мышца бедра (лат. musculus quadriceps femoris);
- квадратная мышца бедра (лат. musculus quadratis femoris).
- подвздошно-поясничная мышца (лат. musculus iliopsoas).

## Дополнительные изображения

Анатомическое расположение
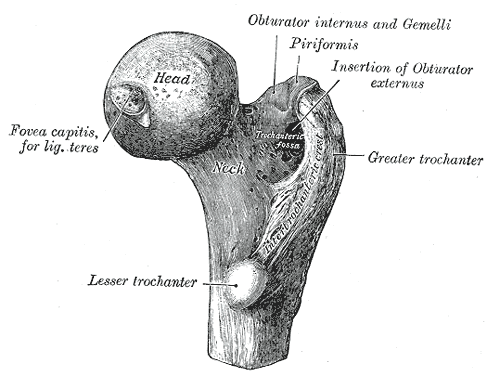
Верхняя оконечность правого бедра, показанная сзади и сверху
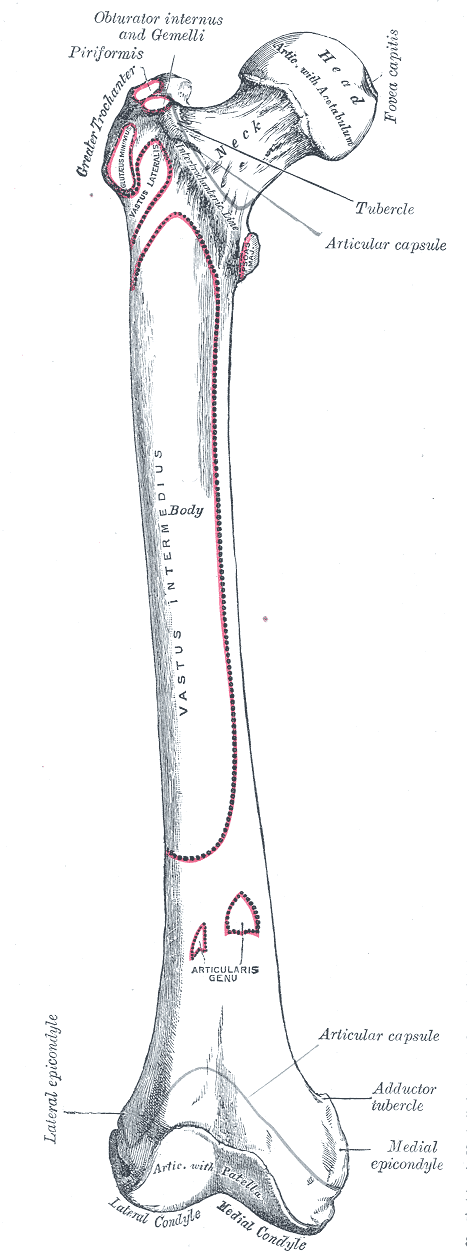
Правое бедро. Передняя поверхность (места прикрепления сухожилий мышц)
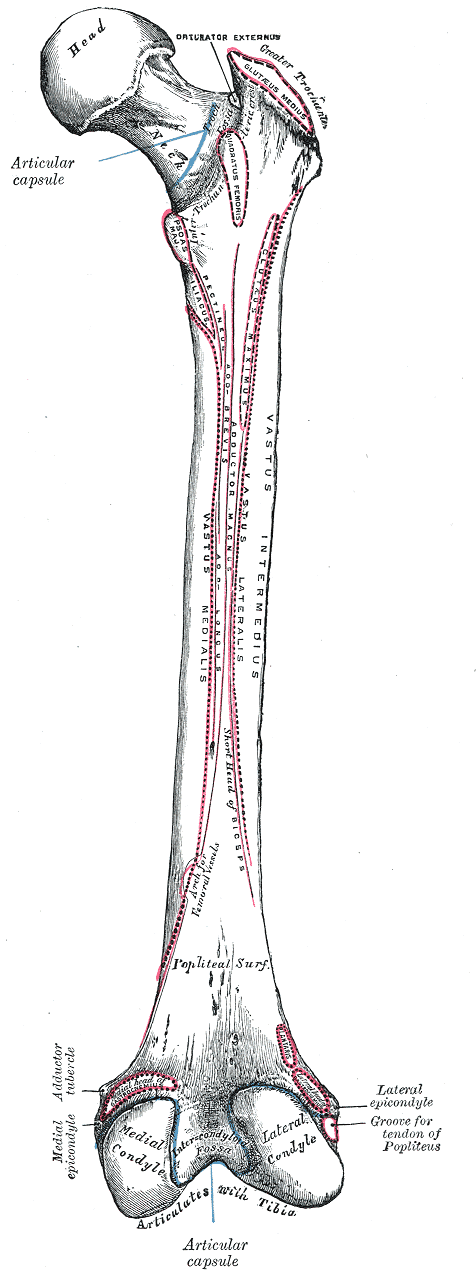
Правое бедро. Задняя поверхность (места прикрепления сухожилий мышц)
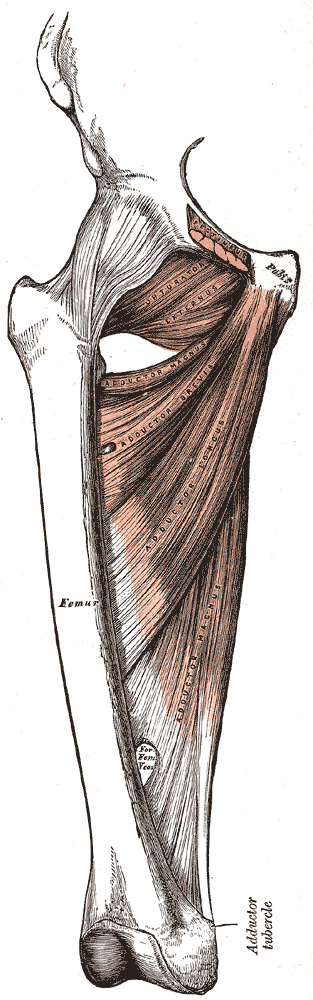
Глубокие мышцы срединной полости бедра
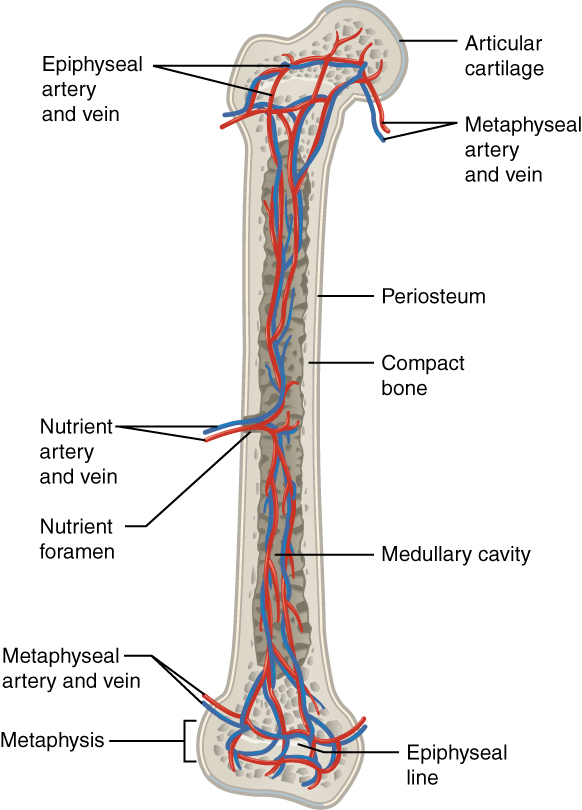
Кровеносные сосуды бедренной кости